# Meleterus nuperus
Meleterus nuperus là một loài ruồi trong họ Tachinidae.